# Flintstones Chewable Vitamins
Flintstones Chewable Vitamins são multivitaminas suplementares para crianças baseadas na sitcom animada Os Flintstones. Elas foram introduzidas em 1968 pelo Miles Laboratories e têm um leve sabor de doce. O Miles Laboratories foi adquirido pela Bayer em 1979.
As vitaminas são um dos medicamentos de maior sucesso. Alguns anúncios estão sob forte rotação sem serem relacionados aos Flintstones. Seu jingle/slogan, "We are Flintstones Kids, Ten Million Strong and Growing ..." (música por Martin O'Donnell, letra de Jim Morris, também conhecido como Tagline Jim), alcançou a fama através da grande circulação de anúncios.
As vitaminas podem ser compradas em farmácias, supermercados e nos mercados negro e cinza. Eles apresentam vitaminas nas formas dos seguintes personagens: Fred Flintstone, Wilma Flintstone, Pebbles Flintstone, Barney Rubble, Betty Rubble, Bamm-Bamm Rubble, Dino e The Great Gazoo. Por mais de vinte anos, Betty não foi incluída como uma das vitaminas. No entanto, após uma campanha popular e os resultados de uma pesquisa telefônica da Bayer favoreceu a inclusão de Betty, a personagem foi adicionada à linha em 1995, substituindo o carro dos Flintstones.

## Produtos disponíveis
As Flintstones Chewable Vitamins estão atualmente disponíveis em seis variações:
- Flintstones Complete
- Flintstones with Iron
- Flintstones Plus Omega-3 DHA
- Flintstones Plus Immunity Support
- Flintstones Plus Bone Building Support
- My First Flintstones

### Flintstones Complete
O Flintstones Complete vem em três formas: mastigável, goma e goma azeda.
Foi concebido para crianças com 2 ou mais anos de idade. Flintstones Complete tem uma alta suplementação de ferro, iodo, vitamina D e E. A vitamina D é necessária para a manutenção e crescimento dos ossos em crianças. A deficiência de vitamina D é uma preocupação para crianças, especialmente no hemisfério norte. Isso ocorre porque os bebês geralmente têm uma exposição muito limitada à luz solar, que é a principal fonte de produção de vitamina D endógena. A deficiência de vitamina D pode resultar em raquitismo, uma doença em que os ossos ficam moles e flexíveis. A vitamina E é um antioxidante potente no corpo. A deficiência de vitamina E leva a anormalidades neuromusculares, vasculares e reprodutivas.
A forma mastigável do Flintstones Complete contém maiores quantidades de vitaminas e minerais do que a versão de goma. A forma mastigável, ao contrário da goma, contém: Vitaminas B1 (tiamina), B2 (riboflavina), Niacina, Cálcio, Ferro, Cobre e Selênio.

### Flintstones with Iron
Flintstones with Iron tem um perfil de vitaminas semelhante à versão de goma do Flintstones Complete. O teor de ferro atinge 75% do Valor Diário de ferro para crianças com mais de 2 anos de idade.

### Flintstones Plus Immunity Support
O Flintstones Plus Immunity Support tem um perfil de vitaminas semelhante à versão de goma do Flintstones Complete. No entanto, o Flintstones Plus Imunity Support fornece 250 mg de vitamina C, que excede em muito a ingestão diária recomendada para crianças. A ingestão diária recomendada de vitamina C para crianças de 1 a 3 anos de idade é 15 mg; 4 a 8 anos de idade é 25 mg; 9 a 14 anos de idade é 45 mg. A dosagem de vitamina C em um comprimido de Flintstones Plus Imunity Support Vitamin C ainda está abaixo dos níveis superiores de ingestão toleráveis (UL). A UL para crianças de 1 a 3 anos de idade é 400 mg; 4 a 8 anos de idade é 650 mg; 9 a 11 anos de idade é 1200 mg. Os pais não devem dar a seus filhos mais do que a dose recomendada de Flintstones Plus Immunity Support porque eles podem facilmente exceder o UL de seu filho para vitamina C. Isso pode levar a efeitos adversos, como diarreia e cálculos renais.